# Ballspiel Verein Cottbus-Ost e.V.
BSV Cottbus é uma agremiação alemã, fundada em 1899, sediada em Cottbus, em Brandemburgo.

## História

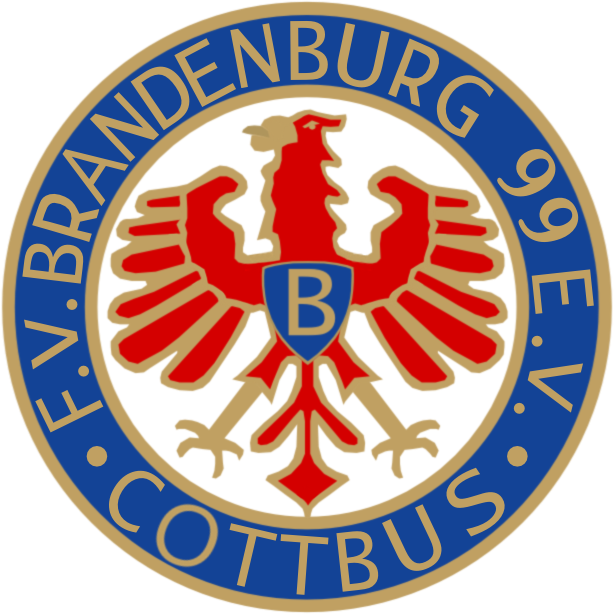
Brandenburg Cottbus

### FV Brandenburg Cottbus
As raízes desse clube remontam ao FV Brandenburg Cottbus, criado em 1899. Este foi um dos fundadores da Federação de Futebol Alemã do Sudeste, a Verband Niederlausitzer Ballspiel-Vereine. Em 1906, chegou à final do campeonato da Südostdeutscher Fussball Verband (SOFV), mas foi derrotado pelo SV Britz 1897 Breslau por 3 a 2.

### Época da RDA

#### SG Cottbus-Ost / ZSG Textil Cottbus
Em 1945, come todos os outros clubes alemãs, o FV Brandenburg Cottbus foi dissolvido pelos aliados, porém, foi rapidamente reconstituído sob o nome de SG Cottbus-Ost.
Em 1948, o clube se impôs contra o SG Grube Marga, depois o FV Motor Eeberswalde, para chegar à final da Brandenburgische Meisterschaft. O time derrotou na decisão, por 1 a 0, o SG Babelsberg. A vitória o permitiu de se qualificar para o Campeonato Nacional da República Democrática Alemã, o Ostzonenmeinsterchaft, no qual foi batido, nas quartas de final pelo SG Weimar, por 1 a 0, na prorrogação.
No ano seguinte, o SG Cottbus-Ost perdeu por 2 a 0 a final da Landesliga Brandenburg contra o ZSG Grossräschen. Por causa disso, o clube não se classificou para a DDR-Oberliga, o campeonato nacional, mas se tornou um dos fundadores da 2 DDR-Liga, a segunda divisão da Alemanha Oriental.
Brevemente renomeado Rot-Weiss Cottbus, o clube jogou sua primeira temporada da DDR-Liga sob a denominação de Zentrale Sportgemeinschaft Textil Cottbus ou ZSG Textil Cottbus.

#### BSG Fortschritt Cottbus

BSG Fortschritt Cottbus

A partir de 1952, foi rebatizado BSG Fortschritt Cottbus. No mesmo ano, foi rebaixado à Bezirksliga Cottbus, a terceira divisão, na qual foi um dos fundadores, pois naquele momento era uma das quinze ligas criadas de terceiro nível da hierarquia futebolística do país.
Surgem então diferentes equipes da cidade, como o Lokomotive Cottbus, Vorwärt Cottbus e Energie Cottbus. Sem grande sustento financeiro, nem apoio político, o BSG Fortschritt Cottbus oscilou entre o terceiro e o quarto módulo. Rebaixado à Bezirksklasse, em 1953, retorna dois anos mais tarde. Ele desceu em 1957 para retornar após um ano.
Permaneceu, portanto, na terceira divisão, a Bezirksliga Cottbus, até 1964, só retornando, em 1968 para uma só temporada. Posteriormente o clube não passa mais do quarto nível.

### BSV Cottbus-Ost
Após a reunificação alemã, em 1990, o clube foi renomeado BSV Cottbus-Ost. A equipe degringola rapidamente e atualmente alterna entre a 1. Kreisklasse Niederlausitz, o décimo-segundo nível da hierarquia das divisões na Alemanha.